# Professor Farnsworth
Professor Farnsworth eller Hubert J. Farnsworth  är en karaktär i TV-serien Futurama. Farnsworth är en senil, sinnesrubbad, oförutsägbar galning och ett geni. Han är professor vid Mars University, beläget på planeten Mars. Han är ägare av leveransföretaget Planet Express som han har för att kunna finansiera sin forskning.

## Biografi
Professor Farnsworth föddes den 9 april år 2841 i Hell's Laboratory i New New York och är Philip J. Frys brorson i 30:e led. Hans föräldrar Ned Farnsworth och Velma Farnsworth arbetade som enkla hedgefondförvaltare men är nu bosatta vid Near Death Star. Farnsworth har även en bror vid namn Floyd Farnsworth. Vid 8 års ålder lärde sig Farnsworth att läsa, samtidigt som han gick i blöjor. Under sina tonår var han en nörd och uppskattade rollspel. Efter 14 år vid graduate school blev han forskare och skapade snabba bilar, trendiga klubbar och vackra kvinnor. Han har också tillbringat 25 år på mentalsjukhus. År 2900 blev han lärare vid Mars University för till exempel  Ogden Wernstrom. Sedan arbetade han vid Mom's Friendly Robot Company de följande 50 åren. Där uppfann han bland annat hur mörk materia kan användas som bränsle och en robot som är kvalificerad att ta ett båt-lån. Under denna tid hade han en relation med företagets ägare Mom vilket bland annat resulterade i sonen Igner.

### Planet Express
Efter att ha gjort slut med Mom startade Farnsworth år 2961 budfirman Planet Express som levererar i det interstellära mediet. Farnsworths vän, som han träffat under arbetet vid Mom's Friendly Robot Company, dr. Zoidberg, anställdes vid företaget tillsammans med sin första besättning. År 2998 kom Amy Wong till företaget som praktikant. Företaget har haft ett antal besättningar som alla förolyckats. Den 31 december år 2999 kom Philip J. Fry, Leela och Bender till företaget som dess nya besättning.

## Produktion av karaktär
Farnsworths röst görs av Billy West som ville uppnå en kombination av alla olika trollkarlstyper man hört som liten, till exempel Trollkarlen från Oz. Designen är tänkt som en blandning av olika karaktärer från Matt Groenings andra skapelse Simpsons, till exempel Mr. Burns, Abraham Simpson och professor Frink.